# Championnat d'Italie féminin de football 2017-2018
Navigation
Édition précédente Édition suivante
Le Championnat d'Italie féminin de football 2017-2018 Serie A Femminile 2017-2018 est la cinquante-et-unième saison du championnat. Le Fiorentina Women's Football Club vainqueur de la saison précédente remet son titre en jeu.

## Participantes
Au terme de la saison 2016-2017, quatre équipes ont été reléguées en Série B. Como 2000 est relégué pour avoir perdu son match de barrage contre USD San Zaccaria. Chieti, Luserna et la Jesina sont relégués pour avoir terminé aux trois dernières places du championnat. Ces quatre équipes sont remplacées par Empoli vainqueur du Groupe A de la Serie B, Sassuolo vainqueur du groupe B, Valpolicella vainqueur du groupe C et Pink Sport Time vainqueur du groupe D de la Serie B.
Par ailleurs Cuneo, qui a terminé à la septième place du championnat 2016-2017, décide d'abandonner le football de haut niveau et de se consacrer à la formation des jeunes joueuses. Le club cède son équipe première à la Juventus qui intègre donc le championnat la Série A.
- Légende des couleurs

- Ligue des champions 2016-2017.

| Club                                                                   | Localisation | Stade                             | Classement 2016-2017 |
| ---------------------------------------------------------------------- | ------------ | --------------------------------- | -------------------- |
| ACF Brescia Femminile                                                  | Brescia      | Centro Sp. "Club Azzurri Brescia" | 2e                   |
| Società Sportiva Dilettantistica Empoli Ladies FBC                     | Empoli       | Centro sportivo Monteboro         | 1re D2 G/A           |
| Fiorentina Women's Football Club                                       | Florence     | Stadio comunale Gino Bozzi        | 1re                  |
| Juventus Football Club                                                 | Turin        | Juventus Center                   | -                    |
| Atalanta Mozzanica Calcio Femminile Dilettantistico                    | Mozzanica    | Comunale di Mozzanica             | 4e                   |
| Associazione Sportiva Dilettantistica Pink Sport Time                  | Bari         | Stadio Antonio Antonucci          | 1re D2 G/D           |
| Società Sportiva Dilettantistica Res Roma                              | Rome         | Unicusano Stadium                 | 5e                   |
| Unione Sportiva Dilettantistica San Zaccaria                           | San Zaccaria | Centro Sportivo "Massimo Soprani" | 8e                   |
| Associazione Sportiva Dilettantistica Sassuolo Calcio Femminile        | Sassuolo     | Stadio comunale Mirabello         | 1re D2 G/B           |
| Unione Polisportiva Comunale Tavagnacco                                | Tavagnacco   | Stadio Comunale                   | 6e                   |
| Fimauto Valpolicella Calcio Femminile Società Sportiva Dilettantistica | Vérone       | Stadio Aldo Olivieri              | 1re D2 G/C           |
| Associazione Sportiva Dilettantistica AGSM Vérone                      | Vérone       | Stadio Aldo Olivieri              | 3e                   |

## Compétition

### Classement
En cas d'égalité de points pour la première place, la Ligue des champions ou pour la relégation, un match d'appui est disputé.
| Rang | Équipe                       | Pts | J  | G  | N | P  | Bp | Bc | Diff |
| ---- | ---------------------------- | --- | -- | -- | - | -- | -- | -- | ---- |
| 1    | Juventus P                   | 60  | 22 | 20 | 0 | 2  | 64 | 9  | +55  |
| 2    | ACF Brescia                  | 60  | 22 | 20 | 0 | 2  | 71 | 24 | +47  |
| 3    | Fiorentina T                 | 43  | 22 | 13 | 4 | 5  | 46 | 20 | +26  |
| 4    | UPC Tavagnacco               | 43  | 22 | 14 | 1 | 7  | 49 | 28 | +21  |
| 5    | Atalanta Mozzanica           | 42  | 22 | 13 | 3 | 6  | 37 | 27 | +10  |
| 6    | Valpolicella/Chievo Verone P | 26  | 22 | 8  | 2 | 12 | 27 | 46 | -19  |
| 7    | AGSM Vérone                  | 25  | 22 | 7  | 4 | 11 | 33 | 40 | -7   |
| 8    | Res Roma                     | 22  | 22 | 7  | 1 | 14 | 19 | 36 | -17  |
| 9    | Sassuolo Femminile P         | 19  | 22 | 6  | 1 | 15 | 21 | 39 | -18  |
| 10   | Pink Sport Time Bari P       | 16  | 22 | 5  | 1 | 16 | 19 | 53 | -34  |
| 11   | USD San Zaccaria/Ravenne     | 16  | 22 | 3  | 7 | 12 | 23 | 44 | -21  |
| 12   | Empoli Ladies FBC P          | 11  | 22 | 3  | 2 | 17 | 16 | 59 | -43  |

| Légende : Qualifications et relégations | Légende : Qualifications et relégations                                                                                     |
| --------------------------------------- | --- |
|                                         | Qualification pour la Ligue des champions féminine de l'UEFA 2018-2019                                                      |
|                                         | Barrages de relégation |
|                                         | Relégation en deuxième division                                                                                             |
|                                         | T : Tenant du titre P : Promu C : Vainqueur de la Coupe d'Italie 2017-2018 CL : Vainqueur de la Coupe de la Ligue 2017-2018 |

### Résultats
| Résultats (▼dom., ►ext.)                                   | BRE | EMP | FIO | JUV | MOZ | PST | ROM | SZA | SAS | TAV | VAL | VER |
| Brescia                                                    |     | 4-1 | 0-4 | 1-0 | 2-3 | 4-0 | 2-1 | 2-1 | 2-1 | 2-0 | 4-2 | 2-1 |
| Empoli                                                     | 0-5 |     | 1-3 | 1-4 | 0-2 | 0-1 | 0-4 | 1-1 | 0-4 | 0-4 | 1-4 | 1-5 |
| Fiorentina                                                 | 2-4 | 1-0 |     | 2-1 | 0-0 | 2-1 | 5-0 | 4-0 | 2-0 | 1-1 | 4-0 | 1-2 |
| Juventus                                                   | 1-2 | 4-0 | 2-0 |     | 3-0 | 4-1 | 5-0 | 2-1 | 2-0 | 4-0 | 6-0 | 1-0 |
| Atalanta Mozzanica                                         | 1-2 | 0-1 | 0-1 | 0-3 |     | 4-0 | 1-0 | 2-2 | 2-0 | 4-2 | 3-2 | 0-0 |
| Pink Sport Time                                            | 0-6 | 1-3 | 0-3 | 1-2 | 0-2 |     | 1-0 | 0-0 | 2-1 | 1-0 | 2-4 | 3-1 |
| Res Roma                                                   | 0-3 | 2-1 | 0-4 | 0-1 | 0-1 | 2-1 |     | 1-1 | 0-1 | 0-2 | 3-0 | 3-0 |
| San Zaccaria Ravenne                                       | 1-4 | 2-2 | 0-0 | 0-5 | 1-3 | 3-1 | 0-1 |     | 2-0 | 1-5 | 1-1 | 2-3 |
| Sassuolo                                                   | 0-2 | 0-1 | 0-4 | 0-5 | 1-2 | 4-2 | 1-0 | 1-0 |     | 0-4 | 0-1 | 2-1 |
| Tavagnacco                                                 | 2-6 | 4-1 | 3-0 | 1-2 | 5-0 | 4-0 | 2-1 | 0-1 | 4-0 |     | 3-0 | 2-0 |
| Chievo Verone                                              | 1-3 | 2-0 | 1-6 | 0-2 | 1-3 | 2-0 | 0-1 | 2-1 | 2-1 | 0-1 |     | 1-0 |
| AGSM Vérone                                                | 3-6 | 2-1 | 1-1 | 0-2 | 1-2 | 2-1 | 3-0 | 4-2 | 2-2 | 2-3 | 1-1 |     |
| - Victoire à domicile - Match nul - Victoire à l'extérieur |     |     |     |     |     |     |     |     |     |     |     |     |

### Match d'appui pour le titre
Deux équipes ayant terminé le championnat à égalité de point, un match est organisé pour déterminer le vainqueur de la compétition.
| Match pour le titre | Juventus          | 0 – 0                 | ACF Brescia | Stadio Silvio Piola (Novare) |  |
| 20 mai 2018 20:45   |                   | (0 – 0, 0 – 0, 0 – 0) |             |                              |  |
| 20 mai 2018 20:45   | Tirs au but 5 - 4 |                       |             |                              |  |

### Match d'appui pour la Ligue des champions
Compte tenu de la vente du titre sportif pour la saison 2018-2019 du ACF Brescia Femminile à l'AC Milan et la non-transférabilité du droit de participer à Ligue des champions féminine de l'UEFA, remporté sur le terrain par Brescia, Ligue nationale amateur décrète l'organisation d'un play-off entre les deux équipes classées troisième et quatrième du championnat troisième classé, la Fiorentina et UPC Tavagnacco. Le vainqueur des éliminatoires remporte le droit de participer à la Ligue des Champions Féminine. 
| Match pour la Ligue des champions | Fiorentina | 3 – 0 | UPC Tavagnacco | (Abano Terme) |
| 16 juin 2018 20:45                |            |       |                |               |

### Match d'appui pour la relégation
Pink Sport Time Bari et USD San Zaccaria/Ravenne ayant terminé le championnat à égalité de point disputent un match d'appui pour déterminer l'équipe qui dispute un match de barrage contre le troisième de Serie B et celle qui descend en Serie B. Bari l'emporte sur le score de 3 buts à d2 condamnant ainsi San Zaccaria à la relégation.
| 19 mai 2018 | Pink Sport Time Bari | 3 – 2   | USD San Zaccaria/Ravenne | Campo Sportivo Galileo Speziale (Montesilvano) |  |
| 15:00       |                      | (3 – 0) |                          |                                                |  |

### Barrage de promotion-relégation
Les matchs opposent les équipes classées 9e et 10e de Série A à celles ayant été battue lors des barrages d'accession de la Serie B. Les matchs ont lieu sur terrain neutre.
| Barrage 1   | SSD. Roma CF | 0 – 3 a. p.    | Sassuolo Femminile |  |  |
| 27 mai 2018 |              | (0 – 0, 0 – 0) |                    |  |  |

| Barrage 2   | Pink Sport Time Bari | 3 – 1 | Pro San Bonifacio |  |
| 27 mai 2018 |                      |       |                   |  |

les deux équipes de Serie A se maintiennent dans l'élite italienne.

## Statistiques

### Classement des meilleures buteuses
| Place              | Joueur             | Club               | Buts |
| ------------------ | ------------------ | ------------------ | ---- |
| Médaille d'or      | Valentina Giacinti | Brescia            | 21   |
| Médaille d'argent  | Barbara Bonansea   | Juventus           | 19   |
| Médaille de bronze | Cristiana Girelli  | Brescia            | 17   |
| 4                  | Paola Brumana      | Tavagnacco         | 14   |
| 5                  | Lana Clelland      | Tavagnacco         | 13   |
| 6                  | Tatiana Bonetti    | Fiorentina         | 11   |
| 7                  | Sanni Franssi      | Juventus           | 10   |
| -                  | Lisa Alborghetti   | Atalanta Mozzanica | 10   |
| -                  | Daniela Sabatino   | Brescia            | 10   |
| 10                 | Ilaria Mauro       | Fiorentina         | 9    |
| -                  | Valeria Pirone     | Atalanta Mozzanica | 9    |

## Bilan de la saison
| Championnat d'Italie féminin de football 2017-2018   |                                            |
| Champion                                             | Juventus Football Club (1er titre)         |
| Dauphin                                              | ACF Brescia Femminile                      |
| Qualifications continentales                         |                                            |
| Ligue des champions féminine de l'UEFA 2018-2019     | Juventus Football Club                     |
| Ligue des champions féminine de l'UEFA 2018-2019     | Fiorentina                                 |
| Promotions et relégations                            |                                            |
| Promus en Championnat d'Italie féminin de football   | Orobica CF Florentia SSD                   |
| Relégués en Championnat d'Italie féminin de football | Empoli Ladies FBC USD San Zaccaria/Ravenne |